# ناريوس ديل ريبويار
بلدية ناريوس ديل ريبويار (بالإسبانية: Narrillos del Rebollar) هي بلدية تقع في مقاطعة آبلة التابعة لمنطقة قشتالة وليون وسط إسبانيا.

## الديموغرافيا
بلغ عدد سكان بلدية ناريوس ديل ريبويار 62 نسمة عام 2011 (وفقاً للمعهد الوطني للإحصاء الإسباني).
| 82 | 78 | 69 | 64 | 57 | 51 | 62 |